# Toribash
Toribash – taktyczny symulator sztuk walki oparty na technologii ragdoll physics. Gra została stworzona w 2006 roku przez Hampusa Söderstörma. Projekt jest stale ulepszany przez Nabi Studios.

## Rozgrywka
Gra odbywa się w turach. Gracze mają do dyspozycji postać, którą poruszają zginając, prostując, napinając i rozluźniając jej określone stawy. Na każdy ruch przeznaczona jest określona ilość czasu. Zadaniem obu graczy jest dyskwalifikacja przeciwnika. Następuje ona wtedy, gdy jeden z graczy uzyska większą liczbę punktów (zdobywanych przy zadawaniu obrażeń przeciwnikowi) lub zmusi oponenta do dotknięcia ziemi inną częścią ciała niż dłonie i stopy.
W grze istnieją modyfikacje rozgrywki zmieniającą odległość między graczami, czas przeznaczony na walkę, grawitację, szanse na wyrwanie bądź złamanie stawów itp. Istnieją modyfikacje oficjalne i stworzone przez graczy dodające do gry obiekty, z którymi postacie mogą wejść w interakcję.
Toribash umożliwia dostosowanie własnej postaci używając do tego kredytów zdobytych w rozgrywkach online. Gracz ma możliwość zmiany koloru stawów i części ciała, dodania postaci określonych fryzur, a także podmiany tekstur oraz dźwięków na własne.
Gracze, którzy dołączą do oficjalnego forum gry zyskują możliwość handlu przedmiotami z gry, dzielenie się powtórkami walk, a także dołączenia do klanów i organizacji stworzonych bezpośrednio przez innych ludzi.

## Odbiór gry
Gra spotkała się z bardzo pozytywnym odbiorem. Jednak część recenzentów krytykowała ubogość instrukcji zawartych w grze. Została zrecenzowana przez PC Gamer UK, PC Gamer i PC Format, otrzymując oceny odpowiednio 87%, 68% i 90%.